# 라이소스타핀
라이소 스타핀 (lysostaphin, EC 3.4.24.75, 글리실-글리신-엔도펩티다제)는 포도상구균의 일종인 Staphylococcus simulans의 금속관여 펩티드 가수분해효소(메탈로엔도펩티데이스, metalloendopeptidase)이다. 이 물질은 황색 포도상구균(Staphylococcus aureus)에 항균물질로 작용할 수 있다.
라이소스타핀(Lysostaphin)은 27kDa 글리실-글리신 엔도 펩티데이스로, 항균물질로서 특정 포도상구균의 세포벽의 펩티도글리칸에 있는 펜타글리신 연결을 끊을 수 있다. 라이소스타핀은 1964년에 쉰들러(Schindler)와 슈하르트(Schuhardt)에 의해 Staphylococcus simulans 배양액에서 최초로 분리되었다. 황색 포도상구균의 세포벽은 많은 비율의 펜타 글리신을 함유하고있어 활발히 자라는 세균이나 정지상태의 세균에 대해 라이소스타핀이 활발히 작용한다.
황색 포도상구균(Staphylococcus aureus)과 피부 포도상구균 (Staphylococcus epidermidis)의 감염은 임상 환경, 특히 이식 장치가 있는 임상환경에서 계속 문제가 되어 왔다. 포도상 구균은 상당한 비율의 장치 감염을 유발하며 다른 많은 병원체와 마찬가지로 숙주 내에서 자유 플랑크톤 세포로 사는 것이 아니라 이식 가능한 장치에 생물막(biofilm)으로 알려진 다층 박테리아 세포를 형성 할 수 있다.  포도상구균성("Staphylococcal") 생물막이 이식 된 의료 장치에 형성되면, 항생제 내성 및 박테리아 작용에 대한 보호로 인해 파괴하기가 어렵다.
시험 관내(in vitro) 및 생체 내(in vivo)에서 라이소스타핀의 분리에 대한 연구가 많이 발표되었다. 라이소스타핀은 감수성 있는 황색 포도상구균 생물막(biofilm)을 제거하는 능력을 보였다. 또한 표피 포도상구균(S. epidermidis) 생물막을 실험실 환경에서 높은 농도의 라이소스타핀이 제거하는 것도 보였다. 일반적으로 사용되는 반코마이신(vancomycin)같은 항생제와 비교하여, 라이소스타핀은 시험관 내(in vitro)에서 더 큰 항균 활성을 나타냈다. 효소는 메티실린 감수성 황색포도상구균(MSSA) 및 메치실린 내성 황색 포도상구균(MRSA) 매개 각막염 토끼모델에서 효과를 보였다. 또한, 세파 졸린(cefazolin), 클라리트로마이신(clarithromycin), 독시사이클린(doxycycline), 레보플록사신(levofloxacin), 리네졸리드(linezolid) 및 퀴누프리시틴(quinupristin) / 달포프리스틴(dalfopristin)과 같은 항균제와 함께 MSSA 균주에 대해 상승적(synergetic)인 효과를 보였다. 벨얀스키(Belyansky et al.)에 의해 발표된 연구도 라이소스타핀 결합된 메쉬가 랫트 모델에서 극적인 보존 결과를 나타냈다는 것을 보였다.
"포도상구균성"바이오 필름 관련 감염을 치료하기 위해 라이소스타핀을 사용하는 것은 비교적 적은 양으로 효소를 투여하고 포도상 구균 바이오 필름 형성을 방해하여 감염된 장치의 외과적 제거를 하지 않아도 되게 하기 때문에 항생제를 사용하는 것 보다 바람직 할 수 있다.